# ロウ・ライフ
『ロウ・ライフ』（Low-Life)とはイギリスのバンドニュー・オーダーが1985年に発表したアルバムである。

## 解説
3枚目のオリジナル・アルバムである。ファクトリー・レコードのカタログ番号はFACT 100。全英アルバムチャート最高位7位を記録。
アルバムジャケットに描かれているのはメンバーのスティーヴン・モリス。またジャケットの内側と裏側には他の3人も登場する。アルバム・シングルのジャケットでメンバーが登場するのは後にも先にもこのアルバムだけである。デザインはファクトリー・レコードの共同経営者でもあるピーター・サヴィル。
前々作の『ムーブメント』、前作の『権力の美学』ではアルバムのシングルカットはなかったが、今作では初めて「パーフェクト・キス」「サブ・カルチャー」と2枚のシングルカットが行われた。以降リリースされたアルバムでも1〜3枚程度のシングルカット作品がリリースされている。
またアルバム冒頭の「ラヴ・ヴィジランティス」(邦題：愛の自警団)はシングルカットこそされていないが、幾人かのフォーク、カントリー系の歌手にカバーされている。

## 収録曲
1. ラヴ・ヴィジランティス - Love Vigilantes - 4:16
2. パーフェクト・キス - The Perfect Kiss - 4:51
3. ディス・タイム・オブ・ナイト - This Time of Night - 4:45
4. サンライズ - Sunrise - 6:01
5. エレジア - Elegia - 4:56
6. スーナー・ザン・ユー・シンク - Sooner Than You Think - 5:12
7. サブ・カルチャー - Sub-culture - 4:58
8. フェイス・アップ - Face Up - 5:02

## 制作
- 作詞・作曲・編曲 - ニュー・オーダー
- プロデューサー - ニュー・オーダー
- エンジニア - マイケル・ジョンソン
- フォトグラフ - トレヴァー・キー
- デザイン – ピーター・サヴィル

## チャート
| チャート（1985年）               | 最高順位 |
| -------------------------------- | -------- |
| イギリス（全英アルバムチャート） | 7        |